# Yvonne Blake
Pour les articles homonymes, voir Blake.
Yvonne Ann Blake est une costumière espagnole d'origine britannique née le 17 avril 1940 à Manchester (Angleterre) et morte le 17 juillet 2018 à Madrid (Espagne).

## Biographie
Yvonne Blake obtient à 16 ans une bourse pour étudier les beaux-arts à Manchester, mais deux ans plus tard elle quitte l'école pour aller à Londres, où elle obtient un emploi chez "Berman's and Nathan's", comme assistante de Cynthia Tingey. Lorsque cette dernière travaille moins pour le cinéma après son mariage, Blake commence à travailler pour les films Hammer, mais aussi pour l'actrice Margaret Rutherford. Au cours de son passage chez Berman's, elle a aussi l'occasion d'assister Cecil Beaton sur My Fair Lady à Covent Garden.
Après quatre ans chez Berman's, elle travaille pour la télévision sur la série Richard Cœur de Lion (en).
Puis elle travaille pour le cinéma où elle habillera notamment Sophia Loren, Marlon Brando, Elizabeth Taylor, Audrey Hepburn, Sean Connery ou Ava Gardner. Elle est aussi connue pour avoir créé le costume de Christopher Reeve dans Superman.
Elle meurt le 17 juillet 2018.

## Filmographie (sélection)
- 1966 : Fahrenheit 451 de François Truffaut
- 1966 : Judith de Daniel Mann
- 1966 : Jeunes gens en colère (The Idol) de Daniel Petrie
- 1971 : Nicolas et Alexandra (Nicholas and Alexandra) de Franklin Schaffner
- 1973 : Les Trois Mousquetaires (The Three Musketeers) de Richard Lester
- 1973 : Jesus Christ Superstar de Norman Jewison
- 1974 : On l'appelait Milady (The Four Musketeers: Milady's Revenge) de Richard Lester
- 1976 : L'aigle s'est envolé (The Eagle Has Landed) de John Sturges
- 1976 : La Rose et la Flèche (Robin and Marian) de Richard Lester
- 1978 : Superman de Richard Donner
- 1979 : Bons baisers d'Athènes (Escape to Athena) de George Cosmatos
- 1980 : Superman 2 (Superman II: The Adventure Continues) de Richard Lester
- 1988 : Remando al viento de Gonzalo Suárez
- 1989 : Le Retour des Mousquetaires (The Return of the Musketeers) de Richard Lester
- 1991 : Don Juan en los infiernos de Gonzalo Suárez
- 1991 : Company Business de Nicholas Meyer
- 1992 : La reina anónima de Gonzalo Suárez
- 1994 : Le Chant du berceau (Canción de cuna) de José Luis Garci
- 2003 : Carmen de Vicente Aranda
- 2004 : Le Pont du roi Saint-Louis (El puente de San Luis Rey) de Mary McGuckian
- 2006 : Les Fantômes de Goya (Goya's Ghosts) de Miloš Forman

et comme actrice
- 1966 : Fahrenheit 451 de François Truffaut : la personne représentant le livre La Question juive.

## Distinctions
- 2012 : Prix national de Cinématographie

### Récompenses
- Oscars 1972 : Oscar de la meilleure création de costumes pour Nicolas et Alexandra
- Prix Goya des meilleurs costumes
  - en 1989 pour Remando al viento
  - en 1995 pour Le Chant du berceau
  - en 2004 pour Carmen
  - en 2005 pour Le Pont du roi Saint-Louis

### Nominations
- Oscars 1976 : Oscar de la meilleure création de costumes pour Les Trois Mousquetaires
- BAFA des meilleurs costumes
  - en 1972 pour Nicolas et Alexandra
  - en 1974 pour Jesus Christ Superstar
  - en 1975 pour Les Trois Mousquetaires
  - en 1972 pour On l'appelait Milady
- Prix Goya des meilleurs costumes
  - en 1992 pour Don Juan en los infiernos
  - en 1993 pour La reina anónima
  - en 2007 pour Les Fantômes de Goya